# 桑德拉·亚布隆斯凯特
桑德拉·亚布隆斯凯特（1992年5月8日—）来自考那斯，是一名立陶宛女子柔道运动员，主攻78公斤以上级。她在童年时一开始练习跳舞，后来她被一名柔道教练发掘，并受教练邀请开始练习柔道。2021年7月，她与游泳选手吉爾德里斯·蒂特尼斯共同担任2020东京奥运立陶宛代表团开幕式旗手。